# 부안 이씨
부안 이씨(扶安李氏)는 전북특별자치도 부안군을 본관으로 하는 한국의 성씨이다. 시조 이지발(李之發)은 부안의 오랜 선비 집안 출신으로 조선에서 장사랑(將仕郞)을 지냈으며, 그의 6세손인 이봉정(李奉禎)은 숭록대부(崇祿大夫)로 보안군에 봉해졌다.

## 참고 자료
- “부안이씨(扶安李氏)”. 뿌리를 찾아서.[깨진 링크(과거 내용 찾기)]